# Tim Breithaupt
Tim Breithaupt, né le 7 février 2002 à Offenbourg en Allemagne, est un footballeur allemand qui évolue au poste de milieu défensif au FC Augsbourg.

## Biographie

### En club
Né à Offenbourg en Allemagne, Tim Breithaupt passe par le Offenburger FV 07 et le SC Fribourg avant d'être formé par le Karlsruher SC. Lors de l'été 2020 il est convoqué pour la première fois avec le groupe professionnel.
Le 2 janvier 2021, Tim Breithaupt joue son premier match en professionnel lors d'une rencontre de championnat face au FC Würzburger Kickers. Il entre en jeu ce jour-là à la place de Jérôme Gondorf et son équipe l'emporte finalement par quatre buts à deux,. Le 26 janvier suivant, Breithaupt signe son premier contrat professionnel avec le Karlsruher SC,.
Le 20 août 2022, Tim Breithaupt inscrit son premier but en professionnel lors d'une rencontre de championnat contre le SSV Jahn Ratisbonne. Il est titularisé et son équipe s'impose par six buts à zéro.
Le 29 juin 2023, Tim Breithaupt s'engage en faveur du FC Augsbourg. Il signe un contrat courant jusqu'en juin 2028,.
Le 3 février 2025, lors du mercato hivernal, Tim Breithaupt rejoint le FC Kaiserslautern sous la forme d'un prêt jusqu'à la fin de la saison.

### En sélection
Avec les moins de 20 ans, il joue deux matchs en 2021, dont un en tant que titulaire.
Le 8 septembre 2023, Tim Breithaupt joue son premier match avec l'équipe d'Allemagne espoirs face à l'Ukraine. Il entre en jeu à la place de Eric Martel, et Son équipe l'emporte par deux buts à zéro.

## Statistiques
| Saison                | Club                  | Championnat           | Championnat | Championnat | Coupe(s) nationale(s) | Coupe(s) nationale(s) | Compétition(s) continentale(s) | Compétition(s) continentale(s) | Compétition(s) continentale(s) | Total | Total |
| Saison                | Club                  | Division              | M.          | B.          | M.                    | B.                    | Comp.                          | M.                             | B.                             | M.    | B.    |
| 2020-2021             | Karlsruher SC         | 2. Bundesliga         | 6           | 0           | -                     | -                     | -                              | -                              | -                              | 6     | 0     |
| 2021-2022             | Karlsruher SC         | 2. Bundesliga         | 29          | 0           | 4                     | 0                     | -                              | -                              | -                              | 33    | 0     |
| 2022-2023             | Karlsruher SC         | 2. Bundesliga         | 22          | 1           | 2                     | 1                     | -                              | -                              | -                              | 24    | 2     |
| Sous-total            | Sous-total            | Sous-total            | 57          | 1           | 6                     | 1                     | -                              | -                              | -                              | 63    | 2     |
| 2023-2024             | FC Augsbourg          | Bundesliga            | 10          | 0           | 1                     | 0                     | -                              | -                              | -                              | 11    | 0     |
| Sous-total            | Sous-total            | Sous-total            | 10          | 0           | 1                     | 0                     | -                              | 0                              | 0                              | 11    | 0     |
| Total sur la carrière | Total sur la carrière | Total sur la carrière | 67          | 1           | 7                     | 1                     | -                              | 0                              | 0                              | 74    | 2     |